# نوكيا 6680
نوكيا 6680 هو أحد أجهزة نوكيا، شركة الهواتف والتقنية النقالة. يأتي هذا الجهاز مع شاشة نوعها 176 * 208 18-بت (262,144) لون. تم إصدار هذا الجهاز في 2005. تقنيته/تردده هي UMTS/GSM. جيل الجهاز هو BB5.0. عامل الشكل (التصميم) للجهاز هو «قطعة حلوى». الجهاز يحتوي على كامير نوعها: 1.3 ميغابيكسل.